# Pseudorthocladius
Pseudorthocladius är ett släkte av tvåvingar som beskrevs av Maurice Emile Marie Goetghebuer 1932. Pseudorthocladius ingår i familjen fjädermyggor.

## Dottertaxa tillPseudorthocladius, i alfabetisk ordning[1][2]
- Pseudorthocladius akanseptimus
- Pseudorthocladius albiventris
- Pseudorthocladius amplicaudus
- Pseudorthocladius barbatus
- Pseudorthocladius bernadetti
- Pseudorthocladius berthelemyi
- Pseudorthocladius clavatosus
- Pseudorthocladius cranstoni
- Pseudorthocladius cristagus
- Pseudorthocladius curticornus
- Pseudorthocladius curtistylus
- Pseudorthocladius destitutus
- Pseudorthocladius dumicaudus
- Pseudorthocladius filiformis
- Pseudorthocladius fujioctavus
- Pseudorthocladius fujiseptimus
- Pseudorthocladius imperfectus
- Pseudorthocladius kamidenticularis
- Pseudorthocladius lunatus
- Pseudorthocladius macrostomus
- Pseudorthocladius macrovirgatus
- Pseudorthocladius matusecundus
- Pseudorthocladius mongolyezeus
- Pseudorthocladius morsei
- Pseudorthocladius nigerrimus
- Pseudorthocladius paravirgatus
- Pseudorthocladius pilosipennis
- Pseudorthocladius prolixistylus
- Pseudorthocladius rectangilobus
- Pseudorthocladius rectilobus
- Pseudorthocladius retusus
- Pseudorthocladius similis
- Pseudorthocladius tricanthus
- Pseudorthocladius uniserratus
- Pseudorthocladius wingoi
- Pseudorthocladius virgatus